# Axel Viktor Forsberg
Axel Viktor Forsberg, född 9 februari 1871 i Halmstad, död 1937, var en svensk arkitekt.

## Liv och verk
Forsberg studerade vid Chalmers tekniska läroanstalt i Göteborg till 1893. Han fortsatte studierna vid Kungliga Akademien för de fria konsterna i Stockholm 1894-1897.
I huvudstaden var han anställd hos bland annat Isak Gustaf Clason, Carl Möller, Fredrik Lilljekvist och Agi Lindegren. Hos Lindegren utförde han ritningar till bland annat Gustaf Vasa kyrka i Stockholm, universitetskansler Carl Swartzs Villa Swartz i Norrköping (senare stadsbibliotek) och generaldirektör Hugo Martins villa vid Gripsholm. Ett arkitekturhistoriskt mycket intressant exempel på en tidig 1900-tals villa ligger på Sturevägen 19 A i Stocksund, Danderyds kommun (fastighet Kolossen 7). Villan ritades 1906 och här tillämpade Forsberg blandade stildrag av nationalromantik och jugend.
Från 1917 var han anställd vid Svensk Hemslöjds ritkontor i Stockholm, men drev även egen arkitektverksamhet. Tillsammans med Victor Fagerström ritade han härigenom Ulricehamns nya sanatorium. Han utförde fasadritningar till Ulriksfors sulfitfabrik i Jämtland och ritade villor i Djursholm (bl.a. Grotte 7), Äppelviken och Gävle.
Han fick sin sista vila på Norra begravningsplatsen i Solna kommun.

## Bilder

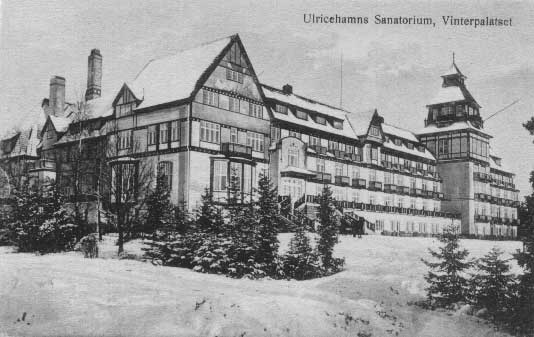
Ulricehamns sanatorium
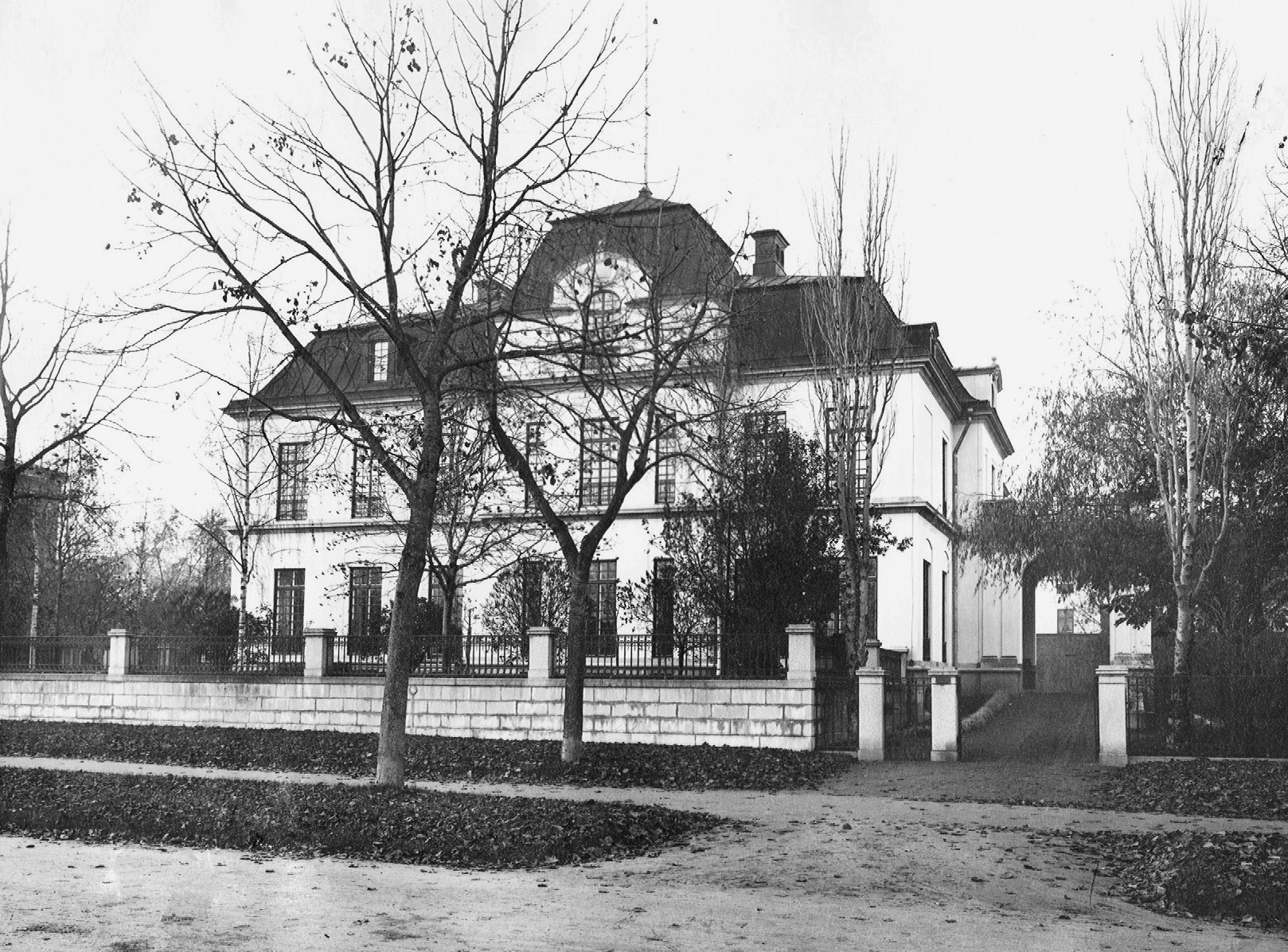
Villa Swartz, Norrköping
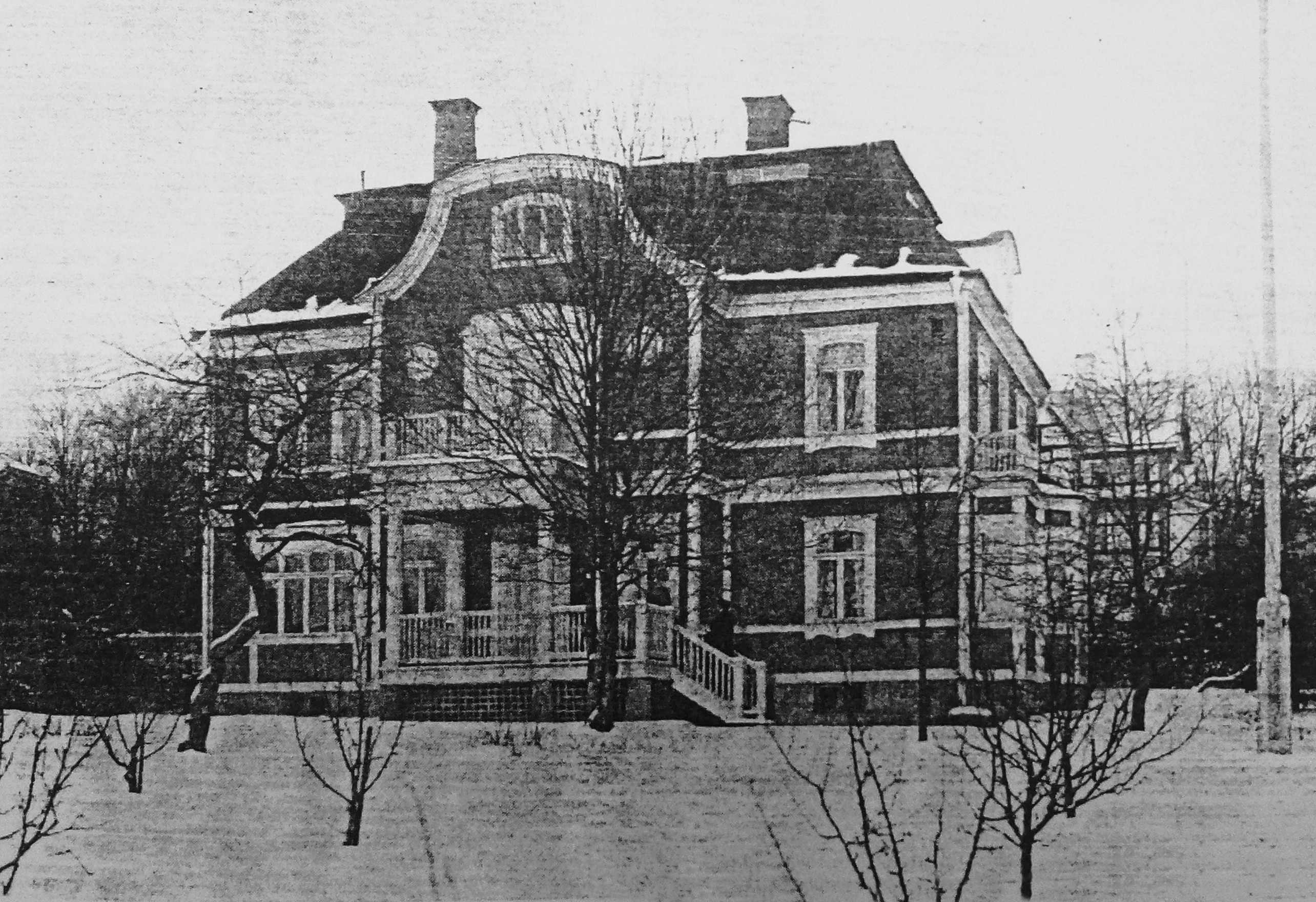
Grotte 7, Djursholm
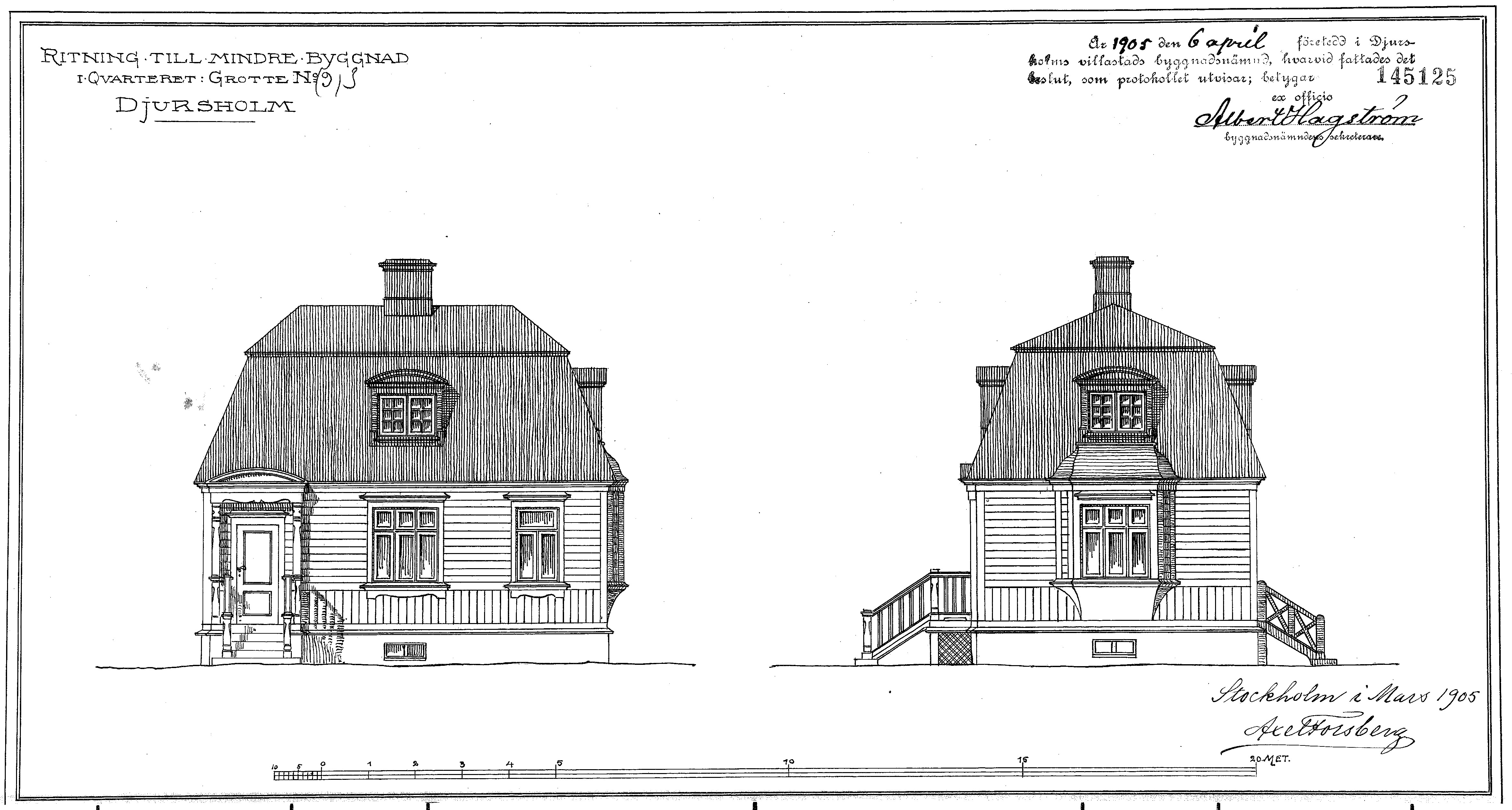
Ritning för villan Grotte 7, 1905.